# Башкортостанска митрополија
Башкортостанска митрополија (рус. Башкортостанская митрополия) митрополија је Руске православне цркве.
Образована је одлуком Светог синода од 28. децембра 2011, а налази се у оквиру граница Републике Башкортостан. У њеном саставу се налазе четири епархије: Бирска, Њефтекамска, Салаватска и Уфимска.